# تویوسو

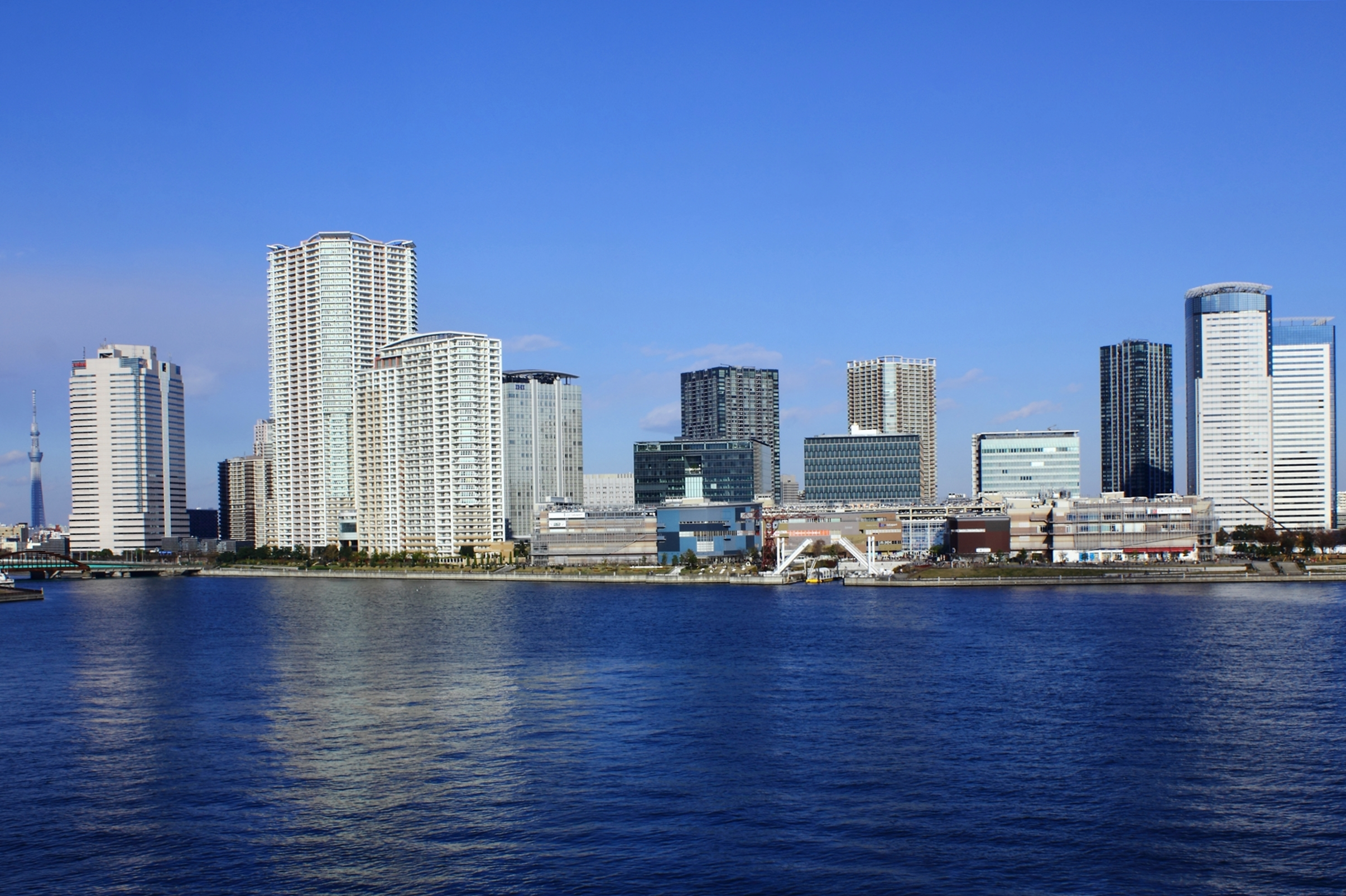
تویوسو

تویوسو (به ژاپنی: 豊洲)، محله ای در کوتو-کو، توکیو است، تویوسو توکیو دارای شش شماره ("بلوک") است که در ژاپنی «چومه» گفته می‌شود. این مکان بازار عمده فروشی بازار تویوسو است، که پس از تبدیل شدن به یک جاذبه گردشگری، نقش بازار ماهی بازار ماهی تسوکیجی را بر عهده گرفت.